# Barboursville
Barboursville è un comune degli Stati Uniti d'America, situato nello Stato della Virginia Occidentale, nella Contea di Cabell. Ha dato i natali al 12º presidente degli Stati Uniti Zachary Taylor.